# Hoplocerambyx nitidus
Hoplocerambyx nitidus là một loài bọ cánh cứng trong họ Cerambycidae.